# Rouvray-Sainte-Croix
Rouvray-Sainte-Croix ist eine französische Gemeinde mit 136 Einwohnern (Stand: 1. Januar 2022) im Département Loiret in der Region Centre-Val de Loire; sie gehört zum Arrondissement Orléans und zum Kanton Meung-sur-Loire. 

## Geographie
Die Gemeinde Rouvray-Sainte-Croix liegt an der Grenze zum Département Eure-et-Loir, etwa 24 Kilometer nordnordwestlich von Orléans in der Beauce. Umgeben wird Rouvray-Sainte-Croix von den Nachbargemeinden Terminiers im Norden, Sougy im Osten, Coinces im Süden sowie Patay im Westen.

## Geschichte
Möglicherweise fand am Nordrand der Gemeinde 1429 die sog. Schlacht der Heringe zwischen englischen und den verbündeten französischen und schottischen Truppen statt. Die Auseinandersetzung endete mit einem englischen Sieg.

## Bevölkerungsentwicklung
| Jahr                       | 1962 | 1968 | 1975 | 1982 | 1990 | 1999 | 2006 | 2015 | 2022 |
| -------------------------- | ---- | ---- | ---- | ---- | ---- | ---- | ---- | ---- | ---- |
| Einwohner                  | 176  | 144  | 119  | 122  | 133  | 131  | 157  | 145  | 136  |
| Quellen: Cassini und INSEE |      |      |      |      |      |      |      |      |      |

## Sehenswürdigkeiten
- Wasserturm